# Jeremy Paxman
Jeremy Paxman (Leeds, 11 maggio 1950) è un giornalista britannico.
Dal 1977 al 2014 è stato il volto del programma BBC Newsnight.

## Biografia
Paxman si è laureato presso lo St Catharine's College di Cambridge. Ha ricoperto l'incarico di inviato in Irlanda del Nord sino al 1977, anno in cui andò a Londra alle dipendenze della BBC.